# Мусагалієв Азамат Тахірович
Азамат Тахірович Мусагалієв (рос. Азама́т Тахи́рович Мусагали́ев, каз. Азамат Тахирұлы Мұсағалиев; нар. 25 жовтня 1984, Камизяк, СРСР) — російський актор, гуморист і телеведучий. Капітан команди КВК «Збірна Камизякського краю», телеведучий, учасник шоу «Одного разу в Росії», ведучий шоу «Де логіка?» на телеканалі ТНТ, актор серіалу «Інтерни» на телеканалі ТНТ.

## Життєпис
Народився 25 жовтня 1984 року в місті Камизяк Астраханської області. Навчався в школі № 4. За національністю — казах.
Після школи вступив до медичного інституту, згодом покинув медінститут і вступив до Астраханського технічну університету на факультет екології та рибоохорони і закінчив його, отримавши спеціальність інженера рибоохорони.
В 2013 став одним із засновників і першим редактором регіональної ліги «Ала-Тоо» в Киргизстані.
У 2023 разом із Денисом Дороховим відвідував ДНР, щоб улаштувати концерт на Савур-могилі. Після цього його занесли в список «Миротворця»

## КВК

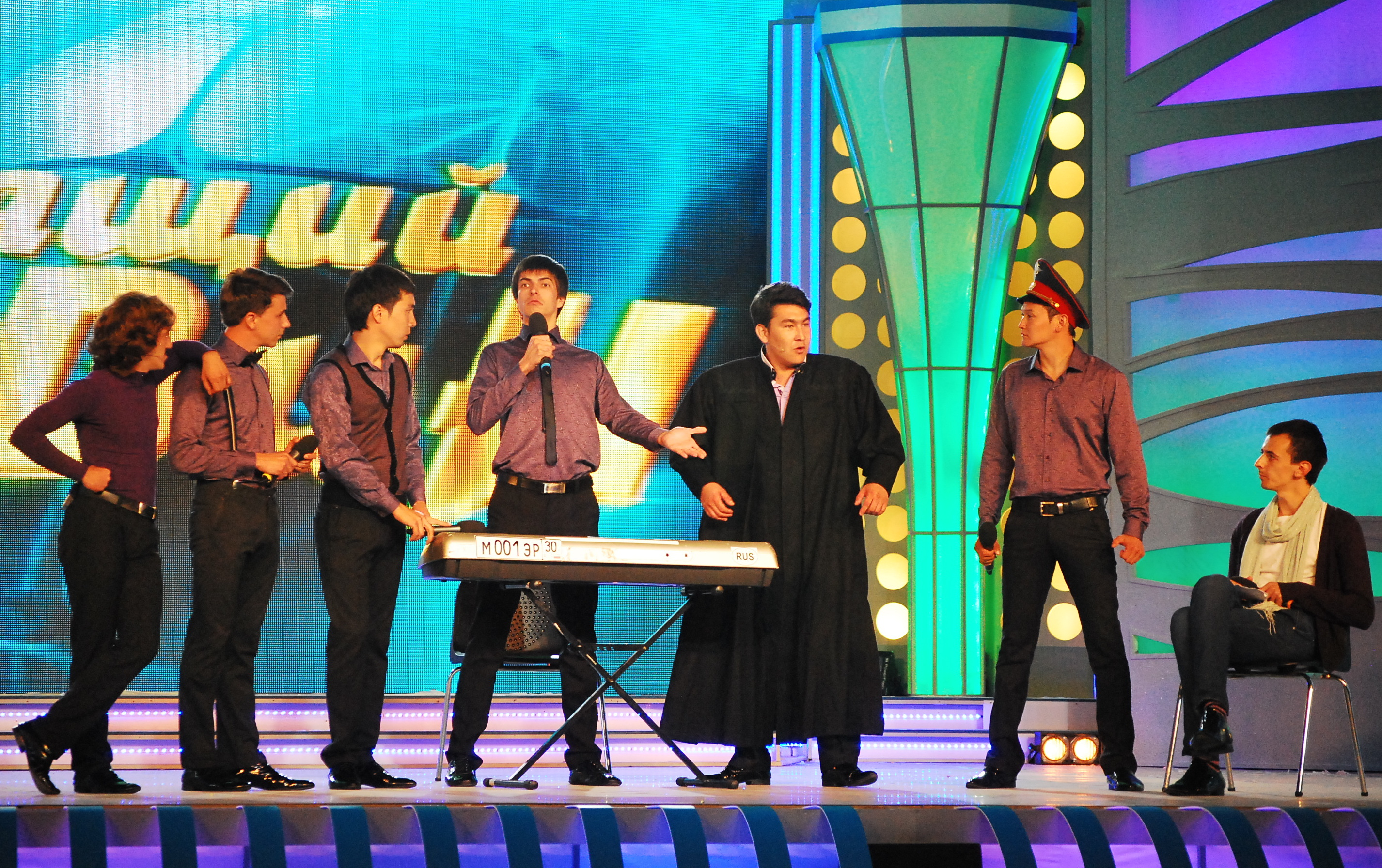
Збірна Камизякського краю КВК (2012)

У КВК він почав грати у 10-му класі. Спочатку не планував пов'язувати життя з КВК. Закінчивши університет, він одержав диплом інженера-еколога в Астрахані, але за фахом не працював. У студентські роки створив міську команду, яка їздила з гастролями по містах Росії, і таким чином заробляв гроші.
2007 року став гравцем Астраханської збірної команди КВК «Альтернатива». Незабаром його обрали капітаном «Збірної Камизякського краю». Збірна в числі неодноразово потрапляла в сезон російської вищої ліги КВК.
В 2011 «Збірна Камизякського краю» стала фіналістом прем'єр-ліги. Зі своєю командою Мусагалієв зміг дійти до півфіналу гри у Вищій Лізі 2012 року, зайнявши 2-е місце у фіналі 2013 року.
У Киргизстані Мусагалієв відомий як один із засновників і перший редактор регіональної ліги «Ала-Тоо», що стартувала в Бішкеку в 2013 році.
В 2015 команда КВК «Збірна Камизякського краю» стає чемпіоном Вищої ліги КВН.
Азамат Мусагалієв приїхав до окупованого Росією Донбасу та відвідав меморіальний комплекс «Саур-Могила», де взяв участь у концерті на честь 80-ї річниці з дня звільнення Донбасу. За це Мусагалієва було внесено до бази Миротворця.

## Телебачення
- У 2014 році став учасником шоу «Почуття гумору» на Першому каналі (Росія);
- того ж року дебютував у шоу «Одного разу в Росії» на ТНТ (Росія);
- У 2015 знявся в серіалі «Інтерни»;
- того ж року став ведучим розважального шоу на ТНТ «Де логіка?».

## Особисте життя
Дружина Вікторія Мусагалієва (одружений з 2008 року) і дві доньки: Лейсан (2013 р.н.) і Мілана (2009 р.н.).

## Фільмографія
- 2018 — Zомбоящик